# HAL 9000
 For alternative betydninger, se Hal.
HAL 9000 er rumskibscomputeren i rumskibet Discovery i romanen 2001: A Space Odyssey af Arthur C. Clarke og filmen Rumrejsen år 2001 af Stanley Kubrick, samt efterfølgende bøger og film.
HAL byggedes af Dr. Chandra og bygger på avanceret kunstig intelligens. HAL er den som styrer rumskibet Discovery og styrer al anden funktion i samme. For at kommunikere med HAL kan astronauterne ombord enten anvende almindelige tastaturer og monitorer – eller de kan samtale med HAL, hvorved denne svarer dem gennem højttaler. Dels giver astronauterne kommandoer og får oplysninger fra HAL på denne måde, men i og med HALs gode formåen at forstå komplekse betydninger og at emulere den menneskelige måde at udtrykke sig på, kan besætningen føre selv sociale diskussioner med HAL. HAL taler med en rolig, noget syntetisk stemme (som i filmene tilhører Douglas Rain). Overalt på hele Discovery findes videokameraer monterede, som gør at HAL kan se alt som foregår ombord.
På rumskibets vej gennem solsystemet rammes HAL, på grund af tvetydige instruktioner i måden som rumskibets opgave defineredes på (noget som afsløres i den anden bog/film), af noget som kan ligne et nervesammenbrud og begynder at slå skibets besætning ihjel.
I filmene repræsenteres HAL til en stor del af sine kameraer. Mod slutningen af den første bog/film (2001) lykkes det astronauten David Bowman at komme ind i HALs kontrolcenter for at slukke for HAL og selv overtage styringen af rumskibet. Det viser sig da at HAL er opbygget af modulære krystalblokke, som i efterfølgeren viser sig at være omprogrammerbare.
Parodier på HAL 9000 figurerer i både Simpsons og Futurama.

## HAL og SAL
I bogen 2010: Odyssey Two dukker en computer som ligner HAL 9000 – og kaldet SAL 9000. SAL 9000 har en kvindelig stemme som bryder på hindi, en accent hun har fået efter sin nærmeste arbejdskammerat Dr. Chandra.

Hun er HAL 9000s tvilling og placeret på jorden. I filmen 2010: The Year We Make Contact portrætteres hun via stemme af Candice Bergen.